# Kick off - m2o nel Pallone
Kick off - m2o nel Pallone è stato un programma musicale in onda su m2o Radio.

## Storia
Kick off nato nel 2005, è stato il primo dj set del duo formato dai disc jockey Tarquini e Prevale. Programma di musica dance e trance, un mix di brani musicali e notizie sul mondo del calcio della durata di 120 minuti, sull'emittente radiofonica nazionale del Gruppo Editoriale L'Espresso m2o Radio, in onda ogni domenica dalle ore 11.00 alle ore 13.00. La voce ufficiale era Valery, l'attrice Valeria De Luca.
Kick off - m2o nel Pallone nel 2006 è stato sostituito da Gamepad - La Consolle Virtuale, ultimo programma radiofonico ideato e condotto dal duo dei disc jockey Tarquini e Prevale.